# Antoine Gakeme
Antoine Gakeme (24 dicembre 1991) è un mezzofondista burundese.

## Palmarès
| Anno | Manifestazione      | Sede           | Evento      | Risultato  | Prestazione | Note                                     |
| ---- | ------------------- | -------------- | ----------- | ---------- | ----------- | ---------------------------------------- |
| 2013 | Mondiali            | Mosca          | 800 m piani | Semifinale | 1'45"39     |                                          |
| 2014 | Campionati africani | Marrakech      | 800 m piani | 7º         | 1'49"74     |                                          |
| 2015 | Mondiali            | Pechino        | 800 m piani | Semifinale | 1'48"86     |                                          |
| 2016 | Mondiali indoor     | Portland       | 800 m piani | Argento    | 1'46"65     | Miglior prestazione personale stagionale |
| 2016 | Giochi olimpici     | Rio de Janeiro | 800 m piani | Batteria   | 1'47"46     |                                          |
| 2017 | Mondiali            | Londra         | 800 m piani | Semifinale | 1'47"08     |                                          |
| 2018 | Mondiali indoor     | Birmingham     | 800 m piani | Batteria   | 1'49"66     |                                          |
| 2018 | Campionati africani | Asaba          | 800 m piani | 4º         | 1'45"91     |                                          |